# Robin Cousins
Robin Cousins (* 17. August 1957 in Bristol, England) ist ein ehemaliger britischer Eiskunstläufer, der im Einzellauf startete. Er ist der Olympiasieger von 1980 und der Europameister von 1980.

## Leben
Robin Cousins, der im Alter von neun Jahren mit dem Eiskunstlaufen begann, kommt aus einer sportlichen Familie. Sein Vater Fred, der ihn immer unterstützte, war Torwart beim FC Millwall. Cousins Trainerin war zunächst Pam Davies, später wechselte er dann zu Carlo Fassi. Mit zwölf wurde er nationaler Meister bei den Anfängern und mit 14 bei den Junioren. Danach wechselte er zu den Senioren. 1973 bis 1975 wurde er Britischer Vize-Meister hinter John Curry und nach dessen Rücktritt vier Mal in Folge Britischer Meister. Er gab sein Debüt bei den Europameisterschaften 1973 und den Weltmeisterschaften 1975. Bei der Europameisterschaft 1977 gelang ihm mit dem dritten Platz der Gewinn seiner ersten großen internationalen Medaille. Im Jahr darauf wiederholte er dies und gewann außerdem die Bronzemedaille bei der Weltmeisterschaft. 1979 wurde er zum dritten Mal hintereinander Dritter bei der Europameisterschaft und Vize-Weltmeister hinter Wladimir Kowaljow. 1980 folgte dann mit dem Sieg bei der Europameisterschaft in Göteborg und bei den Olympischen Spielen in Lake Placid sein größter Triumph. Beide Male verwies er Jan Hoffmann auf den zweiten Platz. Nur bei der Weltmeisterschaft musste er sich Hoffmann geschlagen geben und wurde Vize-Weltmeister. Ebenfalls 1980 wurde er zur BBC Sports Personality of the Year, zum Sportler des Jahres in Großbritannien, gewählt.
Danach wechselte er zu den Profis. Er wirkte in Holiday on Ice und Ice Capades mit und nahm erfolgreich an Profiweltmeisterschaften teil. Die Profikarriere beendete er erst im Jahr 2000 wegen Knie- und Rückenproblemen. Anschließend übertrug er sein Talent und sein Gespür für Choreographie und Musik erfolgreich auf die Bühne. Er spielte Hauptrollen in den Musicals „Cats“ und „The Rocky Horror Show“ und choreographierte zahlreiche Eis- und Tanzshows. Das britische Königreich ehrte ihn für seine herausragenden künstlerischen Leistungen mit dem Titel „Member of the British Empire“ (MBE). Er ist noch immer Gastkommentator bei der BBC und auch Schauspieler im Londoner West-End. In der Show Dancing on Ice wirkte er von 2006 bis 2010 als Juror mit. Robin Cousins hat heute ein eigenes Unternehmen, Cousins Entertainment Ltd. Er engagiert sich außerdem als Schirmherr einer Meningitis-Stiftung.

## Ergebnisse
| Wettbewerb / Jahr         | 1973 | 1974 | 1975 | 1976 | 1977 | 1978 | 1979 | 1980 |
| ------------------------- | ---- | ---- | ---- | ---- | ---- | ---- | ---- | ---- |
| Olympische Winterspiele   |      |      |      | 10.  |      |      |      | 1.   |
| Weltmeisterschaften       |      |      | 10.  | 9.   | Z    | 3.   | 2.   | 2.   |
| Europameisterschaften     | 15.  | 11.  | 11.  | 6.   | 3.   | 3.   | 3.   | 1.   |
| Britische Meisterschaften | 3.   | 2.   | 2.   | 2.   | 1.   | 1.   | 1.   | 1.   |

- Z = Zurückgezogen